# مناف (إله)

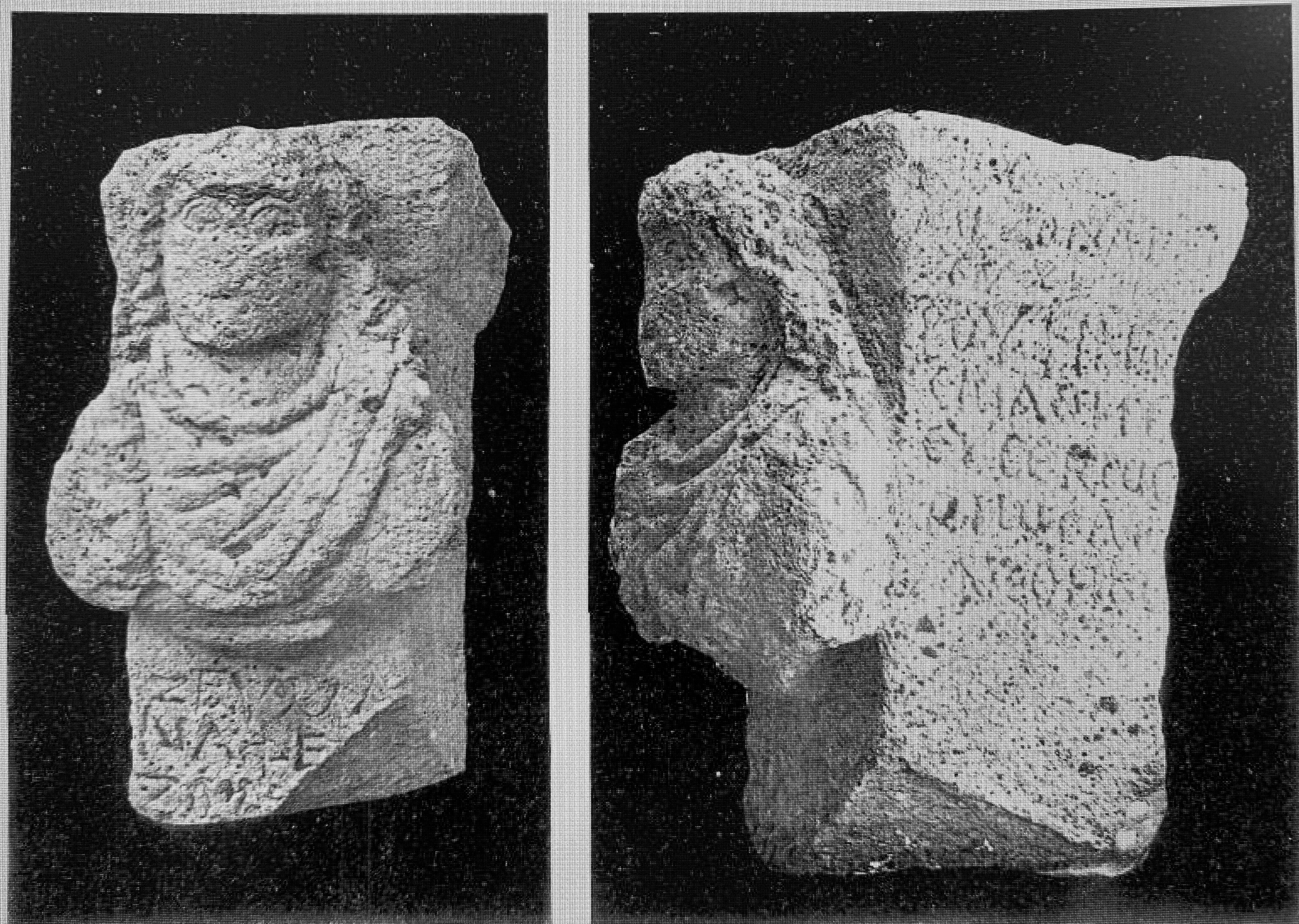
يظهر مناف في بقايا هذا النحت البازلتي بصورة شاب بلحية مهذبة، وشعر يتدلى على كتفيه، على صورة العديد من الآلهة البارثية العربية في تدمر وحوران. أما في سوريا فيظهر برداء ذو ثنيات على صدره ممتد من كتفه الأيسر ويتصل بجانبه الأيمن. وينص هذا النقش على ما يلي: يا (زيوس مناف) امنحني السعادة والرزق. أبو مان، الذي يحيى تقياً، قدّم هذا المذبح للإله.

مَناف هو إله عربي قبل الإسلام واسمه يعني "مرتفع". وتدل أسماء الأعلام المركبة من اسم مناف مثل "عبد مناف" على انتشار الإله مناف بين قبائل قريش وهذيل وتميم.
ورغم أن الطبري يصف مناف بأنه "أحد أعظم آلهة مكة"، إلا أن المعلومات المتوفرة حول هذا الموضوع قليلة جدًا. والاسم وارد في النقوش الثمودية والصافية والدادانية، وكانت هناك مذابح مخصصة له في حوران بالشام وفي وليلي بالمغرب.
ويذكر بعض المؤلفين أن النساء اللاتي يلمسن صنمه عادةً للبركة، كنّ يتجنبنه أثناء الخيض، ولكن بحسب موسوعة الإسلام، يشير ابن الكلبي إلى أن هذه الممارسة كانت شائعة في جميع الأصنام (وَلَمْ تَكُنِ الْحُيَّضُ مِنَ النِّسَاءِ تَدْنُو مِنْ أَصْنَامِهِمْ وَلا تمسح بهَا).
وقد تم توثيقه في حوران باسم "زيوس مانافوس"، مناظراً للإله زيوس. يقترح بعض العلماء أن مناف قد يكون إله الشمس.
وقد وُصِف تمثال نصفي لمناف على النحو التالي: "الوجه ذكري دون لحية وقد أحاط به طرفا الشعر المستعار المدلان،  ذلك الشعر الذي يرمز للآلهة الشمسية. أما الأجفان والبؤبؤ فقد أحيطت بخطوط. وزين العنق بعقد الآلهة السورية. ونلاحظ طيات الجلباب على الصدر".
أما اليوم، فإن الاسم "مناف" هو اسم مذكر نادرًا ما يستعمل في العالم العربي. وقد يُطلق على الفتيات؛ بينما انقطع استعمال اسم "عبد مناف" تقريباً منذ ذلك الحين.

## تأثيل الاسم
اسم "مناف" من الجذر "ن و ف" مرتبط بالقتبانية "نوفن" وهي صفة بمعنى "العالي، المرتفع" ترد في وصف الإله عثتر، في مقابل "شرقن" بمعنى "الشرقي" وغربن بمعنى "الغربي". ومن نفس الجذر مشتق لفظ تنوف «ما صعد في السماء» صفة للشمس، مقابل مشرقتيم بمعنى "ما يشرق"، ولفظ تَدون بمعنى "ما يغرب".

## علاقة النبي محمد باسم"مناف"
وفي كتاب البدء والتاريخ للمقدسي يقول "ولدت ‌خديجة لرسول الله صلى الله عليه وسلم عبد ‌مناف في الجاهلية"، وذكر الطبري أن كان مناف صنمًا قديمًا تقدسه قريش "وكان ‌أعظم ‌أصنام ‌مكة". وبعد تولي محمد الحكم، يرى مرجوليوث أن محمد أظهراً قلقاً كبيراً بضرورة تغيير أسماء أتباعه المرتبطة بالوثنية القديمة.

## مشاهير حملوا اسم "مناف"
- عبد مناف بن قصي - زعيم قريش قبل الإسلام.
- مناف طلاس - عضو سابق في الحرس الجمهوري السوري .
- مناف أبوشقير - لاعب كرة قدم سعودي سابق.
- مناف عبد الرحيم الراوي - جهادي عراقي.
- مناف سليمانوف - مؤرخ أذربيجاني.
- مناف السعيد - لاعب كرة يد سعودي سابق.

## أنظر أيضا
- اللات
- هُبَل
- مناة